# Pestalotiopsis calabae
Pestalotiopsis calabae är en svampart som först beskrevs av Westend., och fick sitt nu gällande namn av Steyaert 1949. Pestalotiopsis calabae ingår i släktet Pestalotiopsis och familjen Amphisphaeriaceae.   Inga underarter finns listade i Catalogue of Life.